# Славяно-болгарская история
«Славяно-болгарская история» (болг. «История славянобългарска», оригиналное название: Iсторїѩ славєноболгарскаѩ ѡ народе и ѿ цареи и ѡ стыхъ болгарскихъ и ѡ въсехъ деѧнїа ї битиа болгарскаѩ) — произведение болгарской историографии публицистического характера, сочинённое болгарским афонским иеромонахом Паисем Хилендарским в 1762 году. Призывает к пробуждению национального самосознания болгарского народа, к борьбе за культурно-национальное возрождение, за достижение церковной самостоятельности и за освобождение от османского ига. Второе по времени значительное болгарское историографическое произведение Нового времени — после De antiquitate Paterni soli, et de rebus Bulgaricis ad suos Compatriotas архиепископа Петра Богдана Бакшева (1667).

## Содержание и значение
- Вступление «О пользе истории»
- Предисловие «К тем, которые хотят прочитать и услышать»
- «Собрание историческое о болгарском народе» - рассматривает период с древнейших времен до утраты Болгарией независимости в конце XIV в.
- Послесловие.

«История славяно-болгарская» расходилась в рукописях и компиляциях (около 70 списков) по всей стране. Сыграла большую роль в пробуждении и укреплении национального самосознания болгарского народа в эпоху Возрождения XIX века. Оказала значительное влияние на последующее развитие болгарской историографии. 
«Царственник» 1844 г., составленный Христаки Павловичем является первым печатным изданием «Истории славяно-болгарской», хотя Паисий не указан как автор. 
Оригинал «Истории славяно-болгарской» хранится в Зографском манастыре на Афоне (Греция).